# UCI Asia Tour de 2019
O UCI Asia Tour de 2019 foi a décima quinta edição do calendário ciclístico internacional asiático. Iniciou-se a 23 de outubro de 2018 com o Tour de Hainan na China e finalizou a 20 de outubro de 2019 no Japão com a Japan Cup.

## Equipas
As equipas que podiam participar nas diferentes carreiras dependiam da categoria das mesmas. A maior nível de uma carreira podiam participar equipas a mais nível. As equipas UCI World Team só podiam participar das carreiras .HC e .1 mas tinham cota limitada para competir.
| Categoria      | Categoria                        | Equipas                                                                                            |
| -------------- | -------------------------------- | -------------------------------------------------------------------------------------------------- |
| .HC            | 1.hc (Carreira de um dia)        | * ProTeam (max 65%) * Profissionais Continentais * Continentais * Selecções nacionais              |
| .HC            | 2.hc (Carreira de vários dias)   | * ProTeam (max 65%) * Profissionais Continentais * Continentais * Selecções nacionais              |
| .1             | 1.1 (Carreira de um dia)         | • ProTeam (max 50%) • Profissionais Continentais • Continentais • Selecções nacionais              |
| .1             | 2.1 (Carreira de vários dias)    | • ProTeam (max 50%) • Profissionais Continentais • Continentais • Selecções nacionais              |
| .2             | 1.2 (Carreira de um dia)         | • Profissionais Continentais • Continentais • Selecções nacionais • Selecções regionais • Amadores |
| .2             | 2.2 (Carreira de vários dias)    | • Profissionais Continentais • Continentais • Selecções nacionais • Selecções regionais • Amadores |
| .Ncup (sub-23) | 1.ncup (Carreira de um dia)      | • Selecções nacionais • Selecções mistas                                                           |
| .Ncup (sub-23) | 2.ncup (Carreira de vários dias) | |

## Calendário
As seguintes foram as carreiras que compuseram o calendário UCI Asia Tour aprovado pela UCI.
| UCI Asia Tour de 2019 | UCI Asia Tour de 2019 | UCI Asia Tour de 2019   | UCI Asia Tour de 2019        | UCI Asia Tour de 2019 |
| Data                  | País                  | Corrida                 | Vencedor                     |                       |
| --------------------- | --------------------- | ----------------------- | ---------------------------- | --------------------- |
| 23 – 31 out.          | China                 | Tour de Hainan          | Fausto Masnada               |                       |
| 4 – 11 nov.           | Indonésia             | Tour de Singkarak       | Jesse Ewart                  |                       |
| 9 – 11 nov.           | China                 | Tour of Quanzhou Bay    | Max Stedman                  |                       |
| 11 nov.               | Japão                 | Tour de Okinawa         | Alan Marangoni               |                       |
| 14 – 18 nov.          | China                 | Tour de Fuzhou          | Ilya Davidenok               |                       |
| 8 – 12 fev.           | Filipinas             | Ronda Pilipinas         | Francisco Mancebo            |                       |
| 16 – 21 fev.          | Omã                   | Tour of Oman            | Alexey Lutsenko              |                       |
| 17 – 21 mar.          | Taiwan                | Tour de Taiwan          | Jonathan Clarke              |                       |
| 22 – 24 mar.          | Japão                 | Tour de Tochigi         | Raymond Kreder               |                       |
| 1 – 6 abr.            | Tailândia             | Tour da Tailândia       | Ryan Cavanagh                |                       |
| 6 – 13 abr.           | Malásia               | Tour de Langkawi        | Benjamin Dyball              |                       |
| 17 – 19 abr.          | Malásia               | Tour de Iskandar Johor  | Mario Vogt                   |                       |
| 19 – 26 mai.          | Japão                 | Volta ao Japão          | Chris Harper                 |                       |
| 24 – 26 mai.          | Filipinas             | PRUride PH              | Marcelo Felipe Hernández     |                       |
| 26 – 30 mai.          | China                 | Tour of Taiyuan         | Cameron Piper                |                       |
| 30 mai. – 2 jun.      | Japão                 | Tour de Kumano          | Orluis Aular                 |                       |
| 12 – 16 jun.          | Coreia do Sul         | Tour de Coreia          | Filippo Zaccanti             |                       |
| 14 – 18 jun.          | Filipinas             | Tour das Filipinas      | Jeroen Meijers               |                       |
| 14 – 27 jul.          | China                 | Volta ao Lago Qinghai   | Robinson Chalapud            |                       |
| 21 jul.               | Japão                 | OG Test event Road Race | Diego Ulissi                 |                       |
| 11 ago.               | Japão                 | Oita Urban Classic      | Drew Morey                   |                       |
| 19 – 23 ago.          | Indonésia             | Tour da Indonésia       | Thomas Lebas                 |                       |
| 30 – 31 ago.          | Cazaquistão           | Tour of Almaty          | Yuriy Natarov                |                       |
| 2 – 4 set.            | China                 | Tour de Xingtai         | Carlos Cobos Márquez         |                       |
| 6 – 8 set.            | Japão                 | Tour de Hokkaido        | Filippo Zaccanti             |                       |
| 7 – 14 set.           | China                 | Tour of China I         | Jeroen Meijers               |                       |
| 16 – 22 set.          | China                 | Tour of China II        | Lyu Xianjing                 |                       |
| 19 – 22 set.          | Indonésia             | Tour of Siak            | Nur Amirul Fakhruddin Mazuki |                       |
| 23 – 28 set.          | Indonésia             | Tour de Ijen            | Robbie Hucker                |                       |
| 2 – 6 out.            | Irão                  | Tour do Irão-Azerbaijão | Savva Novikov                |                       |
| 9 – 15 out.           | China                 | Volta ao Lago Taihu     | Dylan Kennett                |                       |
| 15 – 19 out.          | Malásia               | Tour of Peninsular      | Marcos García                |                       |
| 20 out.               | Japão                 | Japan Cup               | Bauke Mollema                |                       |

## Classificações finais
As classificações finais foram as seguintes:

### Individual
Integraram-na todos os ciclistas do continente que conseguiram pontos podendo pertencer tanto a equipas amadoras como profissionais, inclusive as equipas UCI World Team.
| Posição | Corredor             | Equipa                   | Pontos |
| ------- | -------------------- | ------------------------ | ------ |
| 1.º     | Alexey Lutsenko      | Astana                   | 1688   |
| 2.º     | Xianjing Lyu         | Hengxiang                | 508    |
| 3.º     | Yevgeniy Gidich      | Astana                   | 362,67 |
| 4.º     | Nariyuki Masuda      | Utsonomiya Blitzen       | 297,17 |
| 5.º     | Chun Kai Feng        | Bahrain Merida           | 280    |
| 6.º     | Choon Huat Goh       | Terengganu Inc-TSG       | 260    |
| 7.º     | Vadim Pronskiy       | Vino-Astana Motors       | 250    |
| 8.º     | Mohammad Ganjkhanlou | Foolad Mobarakeh Sepahan | 235    |
| 9.º     | Dmitriy Gruzdev      | Astana                   | 226,67 |
| 10.º    | Daniil Fominykh      | Astana                   | 225,67 |

| Posições 11º ao 20º | Posições 11º ao 20º           | Posições 11º ao 20º | Posições 11º ao 20º |
| ------------------- | ----------------------------- | ------------------- | ------------------- |
| 11.º                | Ka Hoo Fung                   | HKSI                | 204                 |
| 12.º                | Zhandos Bizhigitov            | Astana              | 196,67              |
| 13.º                | Yousef Mirza Bani Hammad      | UAE Emirates        | 196,5               |
| 14.º                | Nur Amirull Fakhruddin Mazuki | Terengganu Inc-TSG  | 170                 |
| 15.º                | Saeid Safarzadeh              | Tianyoude Hotel     | 166,25              |
| 16.º                | Maral-Erdene Batmunkh         | Terengganu Inc-TSG  | 165                 |
| 17.º                | Choe Hyeongmin                | Geumsan Insam Cello | 159,17              |
| 18.º                | Andrey Zeits                  | Astana              | 159                 |
| 19.º                | Kim Euro                      | LX                  | 151                 |
| 20.º                | Yuriy Natarov                 | Astana              | 150,67              |

### Equipas
A partir de 2019 e devido a mudanças regulamentares, só as equipas profissionais do continente, excetuando os de categoria UCI Pro Team, entraram nesta classificação. Se confeciona com o somatório de pontos que obtinha uma equipa com os 10 corredores que mais pontos tinham obtido, independentemente do continente no que os tinha conseguido.
| Posição | Equipa             | Pontos  |
| ------- | ------------------ | ------- |
| 1.º     | Terengganu Inc-TSG | 2658    |
| 2.º     | Sapura             | 1822,26 |
| 3.º     | Ukyo               | 935,17  |
| 4.º     | Matrix-Powertag    | 813     |
| 5.º     | HKSI               | 735     |

| Posições desde o 6º até 10º | Posições desde o 6º até 10º | Posições desde o 6º até 10º |
| Posição                     | Equipa                      | Pontos                      |
| --------------------------- | --------------------------- | --------------------------- |
| 6.º                         | Vino-Astana Motors          | 725                         |
| 7.º                         | Kinan                       | 695                         |
| 8.º                         | VIB Sports                  | 636                         |
| 9.º                         | Hengxiang                   | 590                         |
| 10.º                        | Interpro Cycling Academy    | 534                         |

### Países
Se confeccionou mediante os pontos dos 8 melhores ciclistas de um país, não só os que conseguiram neste Circuito Continental, senão também os conseguidos em todos os circuitos. E inclusive se um corredor de um país deste circuito, só conseguiu pontos em outro circuito (Europa, America, Africa, Oceania), seus pontos iam a esta classificação.
| Posição | País        | Pontos  |
| ------- | ----------- | ------- |
| 1.º     | Cazaquistão | 3259,35 |
| 2.°     | Irão        | 990     |
| 3.º     | Japão       | 906,17  |
| 4.º     | China       | 744     |
| 5.º     | Hong Kong   | 719     |

| Posições desde o 6º até 10º | Posições desde o 6º até 10º | Posições desde o 6º até 10º |
| Posição                     | País                        | Pontos                      |
| --------------------------- | --------------------------- | --------------------------- |
| 6.º                         | Coreia do Sul               | 691,51                      |
| 7.º                         | Mongólia                    | 593                         |
| 8.º                         | Emirados Árabes Unidos      | 517,5                       |
| 9.º                         | Taiwan                      | 514                         |
| 10.º                        | Singapura                   | 505                         |

### Países sub-23
| Posição | Corredor      | Equipa | Pontos |
| ------- | ------------- | ------ | ------ |
| 1.º     | Cazaquistão   | 693    |        |
| 2.º     | China         | 629    |        |
| 3.º     | Hong Kong     | 423    |        |
| 4.º     | Irão          | 401    |        |
| 5.º     | Coreia do Sul | 311,17 |        |

## Evolução das classificações
| Data            | Classificação individual | Classificação por equipas | Classificação por países | Classificação por países sub-23 |
| --------------- | ------------------------ | ------------------------- | ------------------------ | ------------------------------- |
| 31 de janeiro   | Alexey Lutsenko          | Terengganu Inc-TSG        | Cazaquistão              | Japão                           |
| 28 de fevereiro | Alexey Lutsenko          | Terengganu Inc-TSG        | Cazaquistão              | Japão                           |
| 31 de março     | Alexey Lutsenko          | Sapura                    | Cazaquistão              | Japão                           |
| 30 de abril     | Alexey Lutsenko          | Sapura                    | Cazaquistão              | Cazaquistão                     |
| 31 de maio      | Alexey Lutsenko          | Sapura                    | Cazaquistão              | Cazaquistão                     |
| 30 de junho     | Alexey Lutsenko          | Sapura                    | Cazaquistão              | Cazaquistão                     |
| 31 de julho     | Alexey Lutsenko          | Sapura                    | Cazaquistão              | Cazaquistão                     |
| 31 de agosto    | Alexey Lutsenko          | Sapura                    | Cazaquistão              | Cazaquistão                     |
| 30 de setembro  | Alexey Lutsenko          | Terengganu Inc-TSG        | Cazaquistão              | Cazaquistão                     |
| 22 de outubro   | Alexey Lutsenko          | Terengganu Inc-TSG        | Cazaquistão              | Cazaquistão                     |
| Final           | Alexey Lutsenko          | Terengganu Inc-TSG        | Cazaquistão              | Cazaquistão                     |